# Uvarus sechellensis
Uvarus sechellensis is een keversoort uit de familie waterroofkevers (Dytiscidae). De wetenschappelijke naam van de soort is voor het eerst geldig gepubliceerd in 1897 door Régimbart.